# Kampung Bugis (Buleleng)
Kampung Bugis is een bestuurslaag in het regentschap Buleleng van de provincie Bali, Indonesië. Kampung Bugis telt 2871 inwoners (volkstelling 2010).